# Nándor Németh
Dans le nom hongrois Németh Nándor, le nom de famille précède le prénom, mais cet article utilise l’ordre habituel en français Nándor Németh, où le prénom précède le nom.
Nándor Németh, né le 19 novembre 1999 à Siófok, est un nageur hongrois.

## Biographie
Nándor Németh détient le record de Hongrie du 100 mètres nage libre à partir d'avril 2017 en réalisant 48 s 64. Il fait partie du relais 4 × 100 m nage libre médaillé de bronze lors des Championnats du monde 2017 disputés à Budapest dans son pays.
En individuel, il est sixième du 100 mètres nage libre des Championnats d'Europe 2018 puis des Championnats du monde 2019. Sur cette compétition, le temps de 48 s 10 qu'il réalise en final devient le record de Hongrie de la spécialité.

## Palmarès

### Championnats du monde

#### Grand bassin
- Championnats du monde 2017 à Budapest (Hongrie) :
  -  médaille de bronze du relais 4 × 100 m nage libre.
- Championnats du monde 2024 à Doha (Qatar) :
  -  médaille de bronze du 100 m nage libre.

### Championnats d'Europe

#### Grand bassin
- Championnats d'Europe 2022 à Rome (Italie) :
  -  médaille d'or du relais 4 × 200 m nage libre.
  -  médaille d'argent du relais 4 × 100 m nage libre.
- Championnats d'Europe 2024 à Belgrade (Serbie) :
  -  médaille d'argent du 100 m nage libre.
  -  médaille d'argent du relais 4 × 200 m nage libre.

### Championnats du monde juniors
- Championnats du monde 2017 à Indianapolis (États-Unis) :
  -  médaille d'or au titre du relais 4 × 100 m nage libre.
  -  médaille d'or au titre du relais 4 × 200 m nage libre.
  -  médaille d'argent du 100 mètres nage libre.
  -  médaille d'argent du 200 mètres nage libre.